# Kitasitara körzet
Kitasitara (北設楽郡, Kitasitara gun) Aicsi prefektúra egyik körzete Japánban.
2004-ben a körzet népessége 12 346 fő, népsűrűsége 22,31 fő négyzetkilométerenként. Teljes területe 553,27 km².

## Városok és falvak
- Sitara
- Toei
- Tojone

Inabu városa a nemrég megszűnt Higasikamo körzet részévé vált 2003. október 1-jén. (A város később beleolvadt Tojota városába 2005. április 1-jén.)
Sitara város egybeolvadt a Cugu nevű faluval 2005. október 1-jén.
Tomijama falu beleolvadt Tojone faluba 2005. november 27-én.